# Гесс, Эдгар Яковлевич
Э́дгар Я́ковлевич Гесс (нем. Edgar Hess; 14 марта 1954, пос. Табошар, Ленинабадская область, Таджикская ССР, СССР) — советский и немецкий футболист, нападающий и полузащитник, мастер спорта СССР, тренер.

## Биография
Родители Эдгара Гесса — этнические немцы, принудительно переселенные в восточные регионы СССР в 1940-е годы.
Чемпион СССР в составе московского «Спартака» (1979), финалист Кубка СССР, серебряный и бронзовый призёр советских чемпионатов, игрок сборной Союза. Начинал свою футбольную карьеру в Первой лиге в составе душанбинского «Памира».
За «Спартак» Гесс забил 26 голов. В частности, на его счету 2000-й гол «Спартака» 14 мая 1981 года. В конце 1983 Гесс почувствовал, что травмы ахилловых сухожилий не позволяют ему дальше тренироваться на поле с искусственным покрытием, и перешёл из «Спартака» в ташкентский «Пахтакор». Затем работал главным тренером «Зарафшана» из Навои, а в 1989 году переехал на историческую родину в ФРГ.
В 1989—1991 играл за ФВ «Биберах», с июня 1991 до июня 1995, с июля 1997 до января 1999 — главный (в том числе играющий) тренер «Миттельбиберах» (Биберах, Германия).

## Достижения
- Чемпион СССР: 1979

## Тренерская карьера
- Главный тренер команды «Зарафшан» (Навои) (1987—1988)
- Июнь 1991 — июнь 1995, с июля 1997 до января 1999 — главный (в том числе играющий) тренер «Миттельбиберах» (Биберах, Германия)
- Главный тренер ФВ «Биберах» — январь-июнь 1999
- Главный тренер «Тюркспора» (Биберах) — июль 1999—2003
- В феврале-августе 2004 года работал с казахстанским клубом «Алма-Ата»
- С декабря 2004 по апрель 2005 года — тренер «Алании»
- В апреле-июне 2005 года — главный тренер «Алании»
- С ноября 2013 по август 2014 года — главный тренер ФК «Бухара» (Узбекистан)
- С сентября 2014 по август 2015 года — главный тренер ФК «Андижан» (Узбекистан)